# Dani Nolden
Dani Nolden (Santos, 26 de dezembro de 1982) é uma cantora brasileira. É vocalista da banda de rock de sucesso internacional Shadowside e também cantora da Sphaera Rock Orchestra.
A cantora já foi eleita em votação realizada por um site especializado no assunto, por 3 anos consecutivos, a melhor vocalista de rock brasileira.

## Carreira
Nascida na cidade de Santos, no litoral de São Paulo, antes de seguir carreira com a música, Dani Nolden já fez parte das categorias de base do Santos Futebol Clube.
Dani começou a cantar aos 17 anos, tendo iniciado a carreira com a Shadowside em 2001.
Fez participações no Soulspell Metal Opera, projeto de metal melódico de produção inteiramente brasileira. 
Depois de várias participações especiais, em outubro de 2013, foi oficialmente integrada ao time do Sphaera Rock Orchestra, renomado projeto que une música erudita com uma banda de rock.

## Discografia

### Shadowside[12]
Álbuns de estúdio
- 2005 - Theatre of Shadows
- 2009 - Dare to Dream
- 2011 - Inner Monster Out
- 2017 - Shades Of Humanity

EPs
- 2001 - Shadowside EP